# Krzyżanowice (gemeente)
De gemeente Krzyżanowice is een landgemeente in het Poolse woiwodschap Silezië, in powiat Raciborski.
De zetel van de gemeente is in Krzyżanowice.
Op 30 juni 2004 telde de gemeente 11 492 inwoners.

## Oppervlakte gegevens
In 2002 bedroeg de totale oppervlakte van gemeente Krzyżanowice 69,67 km², waarvan:
- agrarisch gebied: 79%
- bossen: 4%

De gemeente beslaat 12,81% van de totale oppervlakte van de powiat.

## Demografie
Stand op 30 juni 2004:
| Omschrijving                   | Totaal | Totaal | Vrouwen | Vrouwen | Mannen | Mannen |
| ------------------------------ | ------ | ------ | ------- | ------- | ------ | ------ |
| eenheid                        | aantal | %      | aantal  | %       | aantal | %      |
| inwoners                       | 11 492 | 100    | 5986    | 52,1    | 5506   | 47,9   |
| bevolkingsdichtheid (inw./km²) | 164,9  | 164,9  | 85,9    | 85,9    | 79     | 79     |

In 2002 bedroeg het gemiddelde inkomen per inwoner 1367,46 zł.

## sołectwo
De gemeente bestaat uit 10 sołectwo: Bieńkowice, Bolesław, Chałupki, Krzyżanowice (siedziba urzędu gminy), Nowa Wioska, Owsiszcze, Roszków, Rudyszwałd, Tworków, Zabełków.

## Aangrenzende gemeenten
Gorzyce, Krzanowice, Lubomia, Racibórz. De gemeente grenst aan Tsjechië.